# ماکوتو ساساموتو
ماکوتو ساساموتو (ژاپنی: 笹本 睦؛ زادهٔ ۲۱ ژانویهٔ ۱۹۷۷) کشتی‌گیر اهل ژاپن است.